# Валентина Петкова
Валентина Борисова Петкова е български учен, физичка, член-кореспондент на БАН (2012).

## Биография
Родена е на 2 март 1948 г. в Шумен. През 1966 г. завършва 35-а руска гимназия в София. От 1966 до 1971 г. учи физика в Софийския университет. През 1976 г. ззащитава кандидатска дисертация (сега докторска дисертация) на тема „Приложение на конформната симетрия за извеждане на разложения на операторни произведения и изследване на модел на крайна безмасова електродинамика“. През 1978 г. специализира за 11 месеца във Втория институт по теоретична физика в Хамбург. От 2008 г. е доктор на физическите науки след защитена дисертация на тема „Правила на сливане, графи и квантови симетрии“.
От 1988 г. е старши научен сътрудник II ст., а от 2009 г. е старши научен сътрудник I ст. През 2009 г. става професор, а от 2012 г. и член-кореспондент на Българската академия на науките. През 2009 г. води лекции по конформни теории в Института по Теоретична физика към Университета в Гьотинген. Професор в Лабораторията по теория на елементарните частици.